# Océane Caïraty
Océane Caïraty est une footballeuse française, devenue comédienne, née le 23 mars 1989 à Saint-Denis de la Réunion.

## Biographie
Née d'une mère professeur et d'un père jardinier, elle se passionne pour le football dès son plus jeune âge. À l'âge de 13 ans, elle intègre une équipe féminine et lors d'un tournoi en France métropolitaine, elle est remarquée par Farid Benstiti, entraîneur de l'équipe féminine de l'Olympique lyonnais. Elle s'installe à Lyon à l'âge de 15 ans.

### Carrière sportive
Elle est la première Réunionnaise évoluant au poste de défenseure centrale à l'Olympique lyonnais, qu'elle occupe de 2005 à 2010.
Elle est également la première Réunionnaise avec cinq sélections en équipe de France des moins de 19 ans. Elle termine quatrième de l'Universiade d'été de 2009 avec l'équipe de France universitaire.

### Palmarès
- Championne de France en 2007, 2008 et 2009 avec l'Olympique lyonnais.
- Finaliste du Challenge de France en 2007 avec Lyon
- Demi-finaliste de la Coupe UEFA féminine 2007-2008 avec Lyon

### Carrière d'actrice
En 2010, elle découvre le théâtre par hasard lors d’un cours amateur d’improvisation. À 20 ans, elle s'installe Paris pour apprendre le métier de comédienne, s’inscrit à Acting International, puis intègre le conservatoire du 18e arrondissement sous la direction de Jean-Luc Galmiche de 2012 à 2015.
En 2016 elle participe à l'Atelier 1er Acte mis en place par Stéphane Braunschweig et Stanislas Nordey. Ayant 26 ans à l'époque, elle ment pour avoir accès à l'atelier, l'âge limite étant de 24 ans. Ce mensonge  lui permet de travailler avec des intervenants tels que Chloé Réjon, Rachid Ouramdane, Annie Mercier, Caroline Guiela Nguyen, Véronique Nordey, Marc Proulx ou Blandine Savetier.
À la suite de cet atelier, étant trop âgée pour les écoles nationales, elle dépose une demande de dérogation pour tenter une dernière fois le concours de l'école du Théâtre national de Strasbourg (TNS), qu'elle intègre en septembre 2016.
En 2017, elle joue dans Soudain l'été dernier de Tennessee Williams, mise en scène par Stéphane Braunschweig pour sa première mise en scène à la tête du Théâtre de l'Odéon aux côtés de Luce Mouchel, Marie Rémond, Jean-Baptiste Anoumon, Virginie Colemyn, Boutaïna El Fekkak et Glenn Marausse.
En 2018, elle fait partie de la distribution de La Dame aux camélias, mise en scène par Arthur Nauzyciel.
En 2021, elle joue aux côtés d'Isabelle Huppert dans La Cerisaie en ouverture du Festival d'Avignon, mise en scène par Tiago Rodrigues (dans le rôle de Varia l'intendante).

## Théâtre
- 2017 : Soudain l'été dernier de Tennessee Williams, mise en scène Stéphane Braunschweig, au Théâtre de l’Odéon
- 2018 : La Dame aux camélias de Alexandre Dumas fils, mise en scène Arthur Nauzyciel, au Théâtre national de Bretagne
- 2019 : Mont Vérité, texte et mise en scène Pascal Rambert, au Printemps des Comédiens
- 2019 :  L'Orestie d'Eschyle, mise en scène Jean-Pierre Vincent, au Festival d’Avignon (gymnase du lycée Saint-Joseph)
- 2019 : Vents Contraires, texte et mise en scène Jean-René Lemoine, à la MC93
- 2020 : Mauvaise de Debbie Tucker Green, mise en scène Sebastien Derrey à la MC93 (représentation pour les professionnels à cause du Covid)
- 2021 : La Cerisaie d’Anton Tchekhov, mise en scène Tiago Rodrigues au Festival d’Avignon (Palais des Papes)
- 2021 :  Ce qu’il faut dire de Léonora Miano, mise en scène Stanislas Nordey au Théâtre national de Strasbourg
- 2024 : Chœur des amants, mise en scène de Tiago Rodrigues, Théâtre des Bouffes du Nord, tournée en France[5]

## Cinéma
- 2021 : Les Olympiades de Jacques Audiard